# Sociedad de la Arena Amarilla
La Sociedad de la Arena Amarilla (chino: 黃沙會; Wade-Giles: Huang Sha Hui), también conocida como Sociedad de la Vía Amarilla (chino: 黃道會; Wade-Giles: Huang Tao Hui), y Sociedad de la Puerta Amarilla (chino: 黃門會; Wade-Giles: Huang Men Hui), fue una sociedad secreta rural y una secta religiosa popular en el norte de China durante los siglos XIX y XX.
Inspirado en ideas milenarias, el movimiento lanzó varios levantamientos contra el Imperio Qing, la República de China y los estados títeres de Japón. La sociedad fue finalmente reprimida por el Partido Comunista de China (PCCh) en la segunda mitad del siglo XX.

## Historia

### Origen
Al igual que otras sociedades secretas en China, los orígenes y las operaciones exactas de la Sociedad de la Arena Amarilla son difíciles de discernir. Las sociedades secretas chinas de vez en cuando cambiaban de nombre y estaban altamente descentralizadas, con varias ramas con nombres diferentes que operaban como parte del mismo movimiento. A veces, grupos completamente no relacionados también comparten el mismo nombre. Por lo tanto, es difícil diferenciar claramente entre las sociedades secretas. Se sabe que la Sociedad de la Arena Amarilla ha operado como "Sociedad de la Vía Amarilla" durante parte de su existencia y también han sido equiparadas con la "Sociedad de la Puerta Amarilla", que estuvo activa en Jinan, Shandong. A su vez, la "Sociedad de la Puerta Amarilla" sirvió como un nombre alternativo para la Sociedad de los Guijarros Amarillos, un subgrupo de la Sociedad de la Lanza Roja. En consecuencia, la Sociedad de la Arena Amarilla se ha caracterizado tanto por sus ramificaciones y predecesoras de la Sociedad de la Lanza Roja. También se ha teorizado que la Sociedad de la Arena Amarilla estaba conectada con el movimiento del Loto Blanco.
La Sociedad de la Arena Amarilla ya estaba activa a finales del Imperio Qing, posiblemente surgió como un movimiento de autodefensa rural en reacción al declive gradual del gobierno chino y el posterior aumento del bandidaje y el caos. A finales del siglo XIX, florecieron en el aislado condado de Guan, Shandong, en la frontera con Henan. La Sociedad de la Arena Amarilla continuaría siendo más activa en el área fronteriza de Henan, Shandong y Hebei por el resto de su existencia.
En 1908, los campesinos del este de Henan se unieron y se organizaron como la "Sociedad de la Vía Amarilla" en oposición al gobierno Qing. Tres años más tarde, estos campesinos comenzaron una rebelión abierta en un intento de apoyar la Revolución de Xinhai. Capturaron y saquearon Taikang. Posteriormente fueron derrotados, con alrededor de 1.000 insurgentes de la Vía Amarilla asesinados.

### República de China
Tras el colapso del Imperio Qing, la Sociedad de la Arena Amarilla se opuso al nuevo gobierno republicano. Esto era inusual, ya que la mayoría de las sociedades secretas optaron por cooperar con el nuevo régimen hasta mediados de la década de 1920. Alrededor de 1919, un hombre que se hacía llamar "Chu el Noveno" apareció en el condado de Anyang en el norte de Henan. Afirmando ser el descendiente de la novena generación de la dinastía Ming, se proclamó Emperador de China con el nombre de era "Gran Brillo" (Daming). Al hacerlo, Chu fue apoyado por un maestro local de la Vía Amarilla. Los dos declararon conjuntamente que China debía reunificarse bajo el "verdadero dragón [legítimo emperador]" y que solo los miembros de la Sociedad de la Vía Amarilla se salvarían en el próximo armagedón; su insurgencia contra el gobierno duró tres años y finalmente fue reprimida por la milicia republicana y las fuerzas del ejército. Posteriormente, el movimiento se reanudó para llamarse a sí mismo la Sociedad de la Arena Amarilla y continuó organizando comunidades rurales para resistir la creciente imposición fiscal y la intrusión del gobierno durante el resto de la Era de los señores de la Guerra.
En el curso de la Expedición del Norte del Kuomintang (KMT) 1926–28, el poder de los señores de la guerra en el norte de China se debilitó significativamente. Esto llevó a la Sociedad de la Arena Amarilla, junto con otros grupos rurales como las Lanzas Rojas y las Puertas Celestiales, a apoderarse de grandes áreas para sí mismos. Por ejemplo, estas tres sociedades secretas capturaron el condado de Cheng'an en 1927 y procedieron a dirigir el gobierno local durante varios meses. Aunque las sociedades secretas luchaban contra los mismos enemigos que el KMT, este último consideraba este desarrollo desfavorablemente. Esto se debió a que el gobierno nacionalista liderado por el KMT temía que los Arenas Amarillas y otros grupos rurales obstaculizaran su propia recaudación de impuestos tal como habían resistido los impuestos de los caudillos.

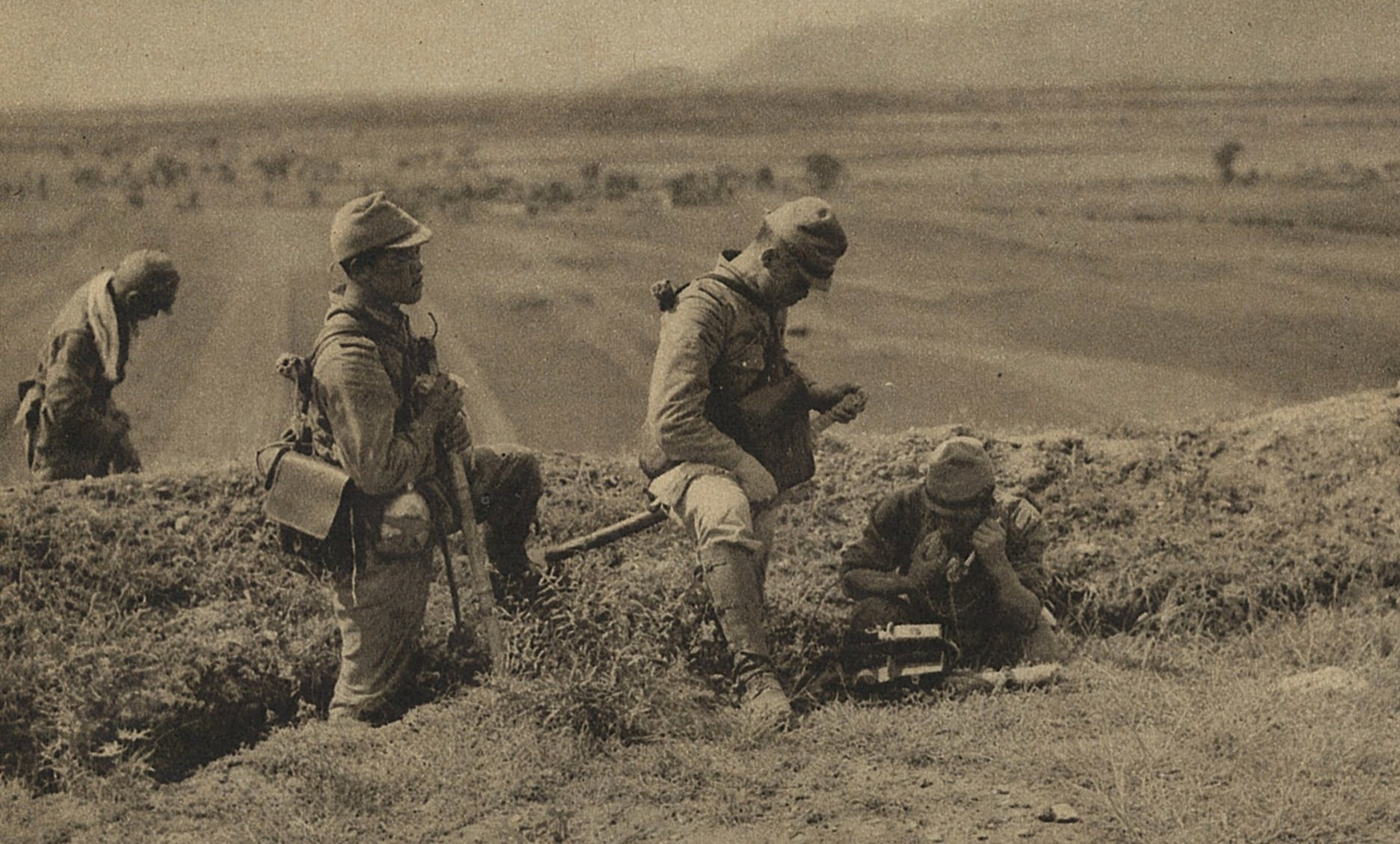
La rebelión de los Arenas Amarillas de 1936 en el distrito de Miyun fue aplastada por el Ejército Imperial Japonés (en la foto: soldados japoneses en 1937).

La Sociedad de la Arena Amarilla también participó en la resistencia china contra el Imperio del Japón, que cada vez ocupaba más territorio chino en la década de 1930. Una rama del movimiento fue reorganizada por su líder Chang Yin-tang en el "Cuerpo de Autodefensa Antijaponés de Salvación Nacional Popular", con sede en Taocheng en el sur de Hebei. Otra facción de la Sociedad de la Arena Amarilla lanzó un levantamiento contra el Consejo Autónomo de Hebei Oriental, un estado títere de Japón, en julio de 1936. Dirigido por un viejo sacerdote taoísta, los Arenas Amarillas lograron derrotar a una unidad del Ejército de Hebei Oriental que fue enviada para reprimirlos en Miyun, con lo cual el Ejército Imperial Japonés se movilizó para aplastar el levantamiento. En septiembre, las fuerzas de la Sociedad de la Arena Amarilla en Miyun habían sido derrotadas por los japoneses, con cerca de 300 rebeldes muertos o heridos.
Como organización campesina, la Sociedad de la Arena Amarilla se encontraba entre las sociedades secretas que también atrajeron la atención del Partido Comunista de China (PCCh). En diciembre de 1942, el líder del PCCh Li Ta-chang publicó un documento que detallaba cómo los cuadros comunistas deberían tratar con las sociedades secretas rurales, agrupándolas en tres categorías. Los Arenas Amarillas se consideraban una "organización feudal" dirigida por terratenientes, pero también importantes aliados potenciales en la guerra contra los japoneses. Li argumentó que los comunistas deberían unirse a las sociedades secretas y adoctrinarlas secretamente, y solo atacar a aquellos grupos que se negaron rotundamente a adoptar el comunismo. Con el tiempo, sin embargo, los comunistas se frustraron cada vez más con el conservadurismo político de las sociedades secretas y su negativa a adoptar ideas comunistas, de modo que el PCCh pasó de cooperar con los grupos rurales a socavarlos y desmantelarlos.

### Supresión por el PCCh
Con la victoria del PCCh en la guerra civil china y el establecimiento de la República Popular China en 1949, las sociedades secretas fueron vistas como una amenaza política. Como resultado, el PCCh comenzó a purgarlos de China continental, restringiendo violentamente sus actividades. La Sociedad de la Arena Amarilla fue, en consecuencia, suprimida como "secta" sediciosa. Sin embargo, los restos del movimiento se mantuvieron activos hasta 1980, cuando tres campesinos fueron arrestados como supuestas arenas amarillas. Se les acusó de haber planeado una rebelión y el restablecimiento del Reino Celestial Taiping, y, según los informes, se resistieron al arresto. En el altercado que siguió, ocho policías resultaron heridos antes de que las supuestas Arenas Amarillas fueran detenidas. Todos fueron condenados a penas de prisión desconocidas.

## Creencias
La Sociedad de la Arena Amarilla, como muchas otras sociedades secretas chinas, se inspiró en sus actividades por ideas monárquicas milenarias, espirituales y románticas. Sus miembros creían que podían volverse inmunes a los disparos a través de "magia y encantamientos", una creencia que era ampliamente compartida entre las sociedades secretas. La historiadora Elizabeth J. Perry señaló que esta convicción de invulnerabilidad era "un arma poderosa para reforzar la resolución de las personas que poseían pocos recursos alternativos para defender sus escasas propiedades".
Las Arenas Amarillas también apuntaban a la restauración de la dinastía Ming. Este también fue un motivo común entre las sociedades secretas chinas, a menudo expresado en el lema "Oponerse a los Qing; restaurar el Ming". Este eslogan siguió siendo popular en las zonas rurales incluso después de la caída de la dinastía Qing y todavía se usó ampliamente en la década de 1940. El gobierno de la dinastía Ming representó un tiempo idealizado, y se creía ampliamente que una restauración Ming resultaría en un "reino de felicidad y justicia para todos" bajo un "buen soberano".